# Plage de Mogor
La plage de Mogor est une plage galicienne située  dans la commune de Marín dans la province de Pontevedra, en Espagne. Elle a une longueur de 400 mètres et est située sur la ria de Pontevedra à 8 km de Pontevedra.

## Description
C'est une plage en forme de coquillage sur la ria de Pontevedra entourée d'une forêt luxuriante sur un éperon rocheux. Le sable y est blanc et fin et elle est à l'abri des vents, avec des eaux calmes propices à la pratique des sports nautiques : ski nautique, voile, jet ski, planche à voile et pédalo. 
Le drapeau bleu y flotte. Elle dispose d'un parking à moins de 500 mètres et est à 600 mètres de la plage de Portocelo.  

## Accès
Depuis Pontevedra, on prend la route côtière PO-12 et PO-11 en direction de Marín. À Marín on prend la route PO-551 et à l'extrémité de la zone clôturée du terrain de l'école navale la petitre route menant aux plages. 

## Galerie de photos

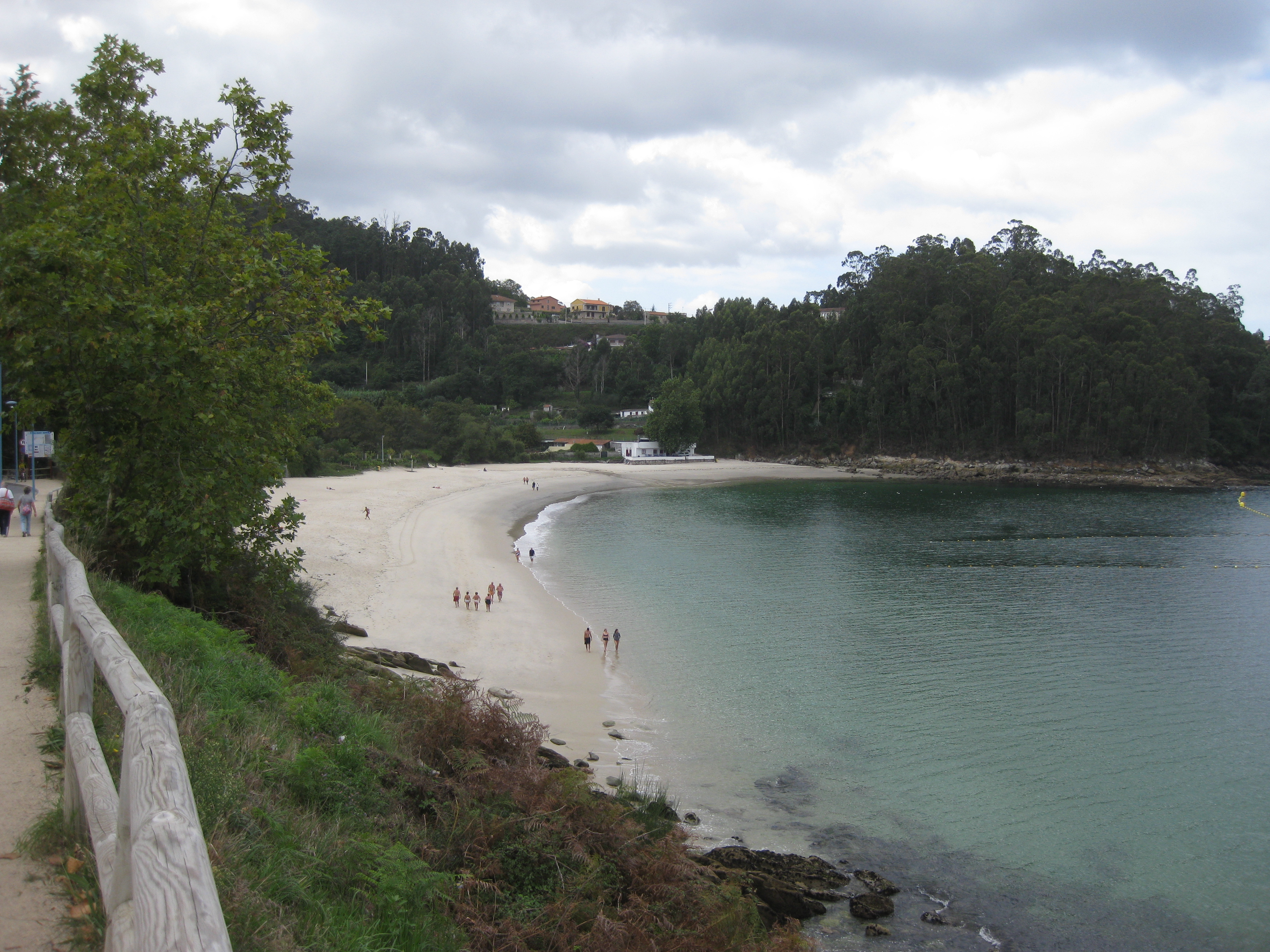
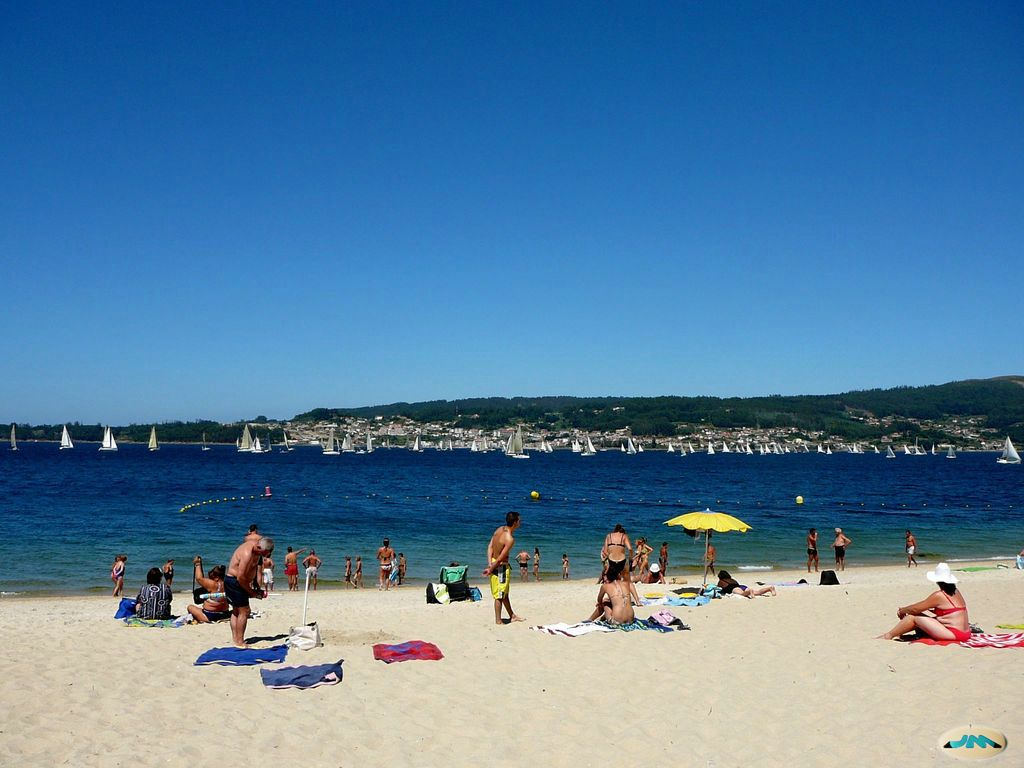
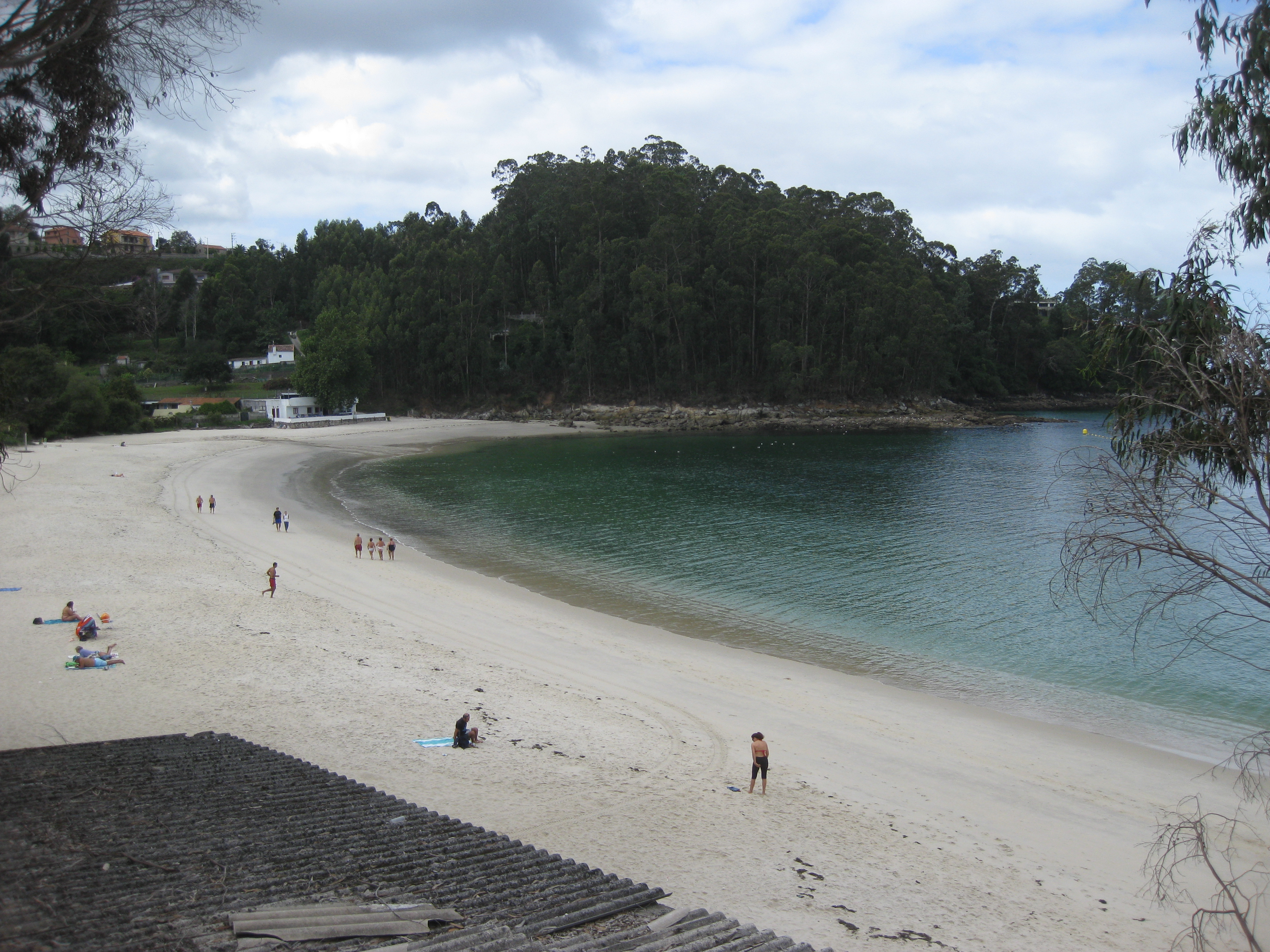
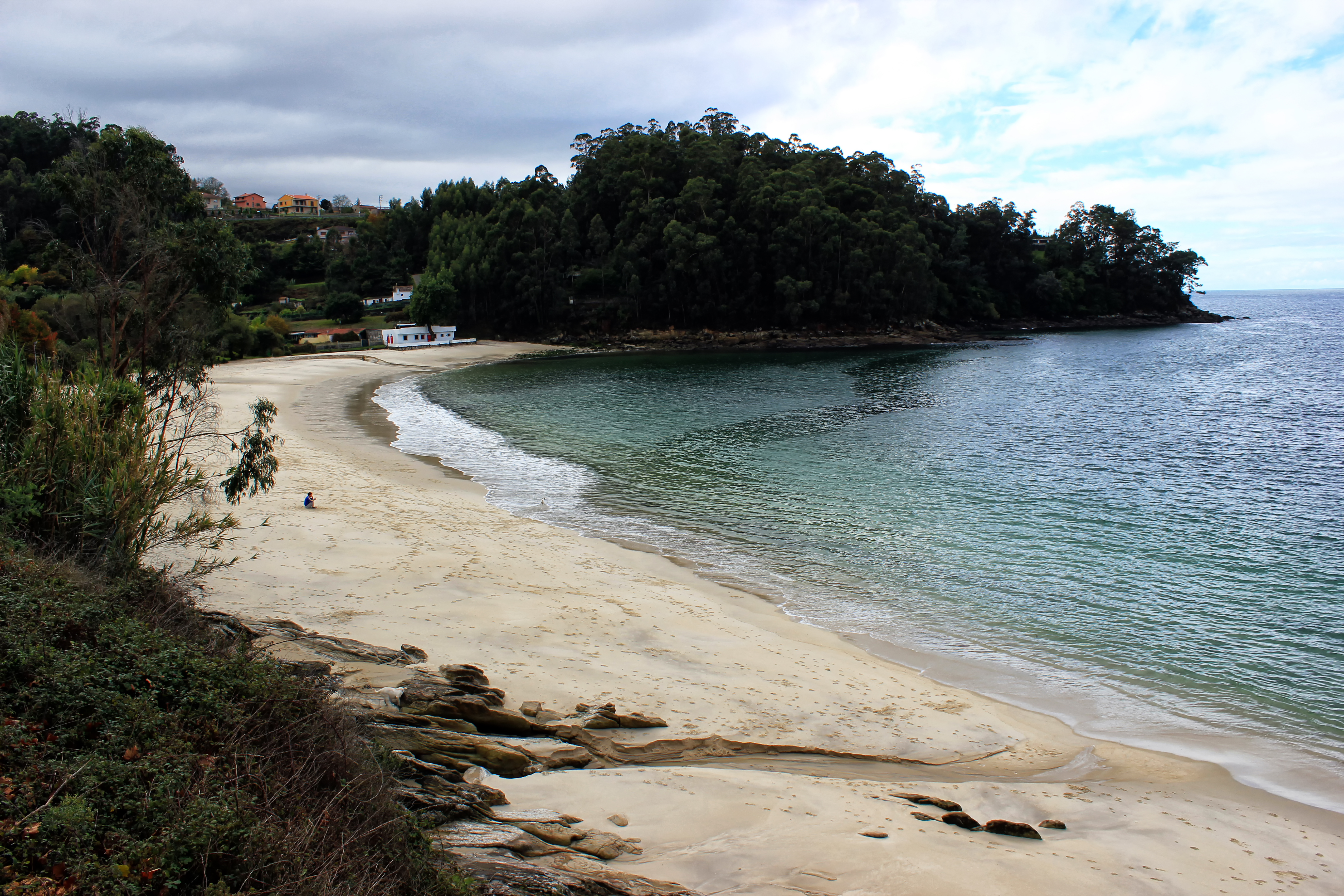
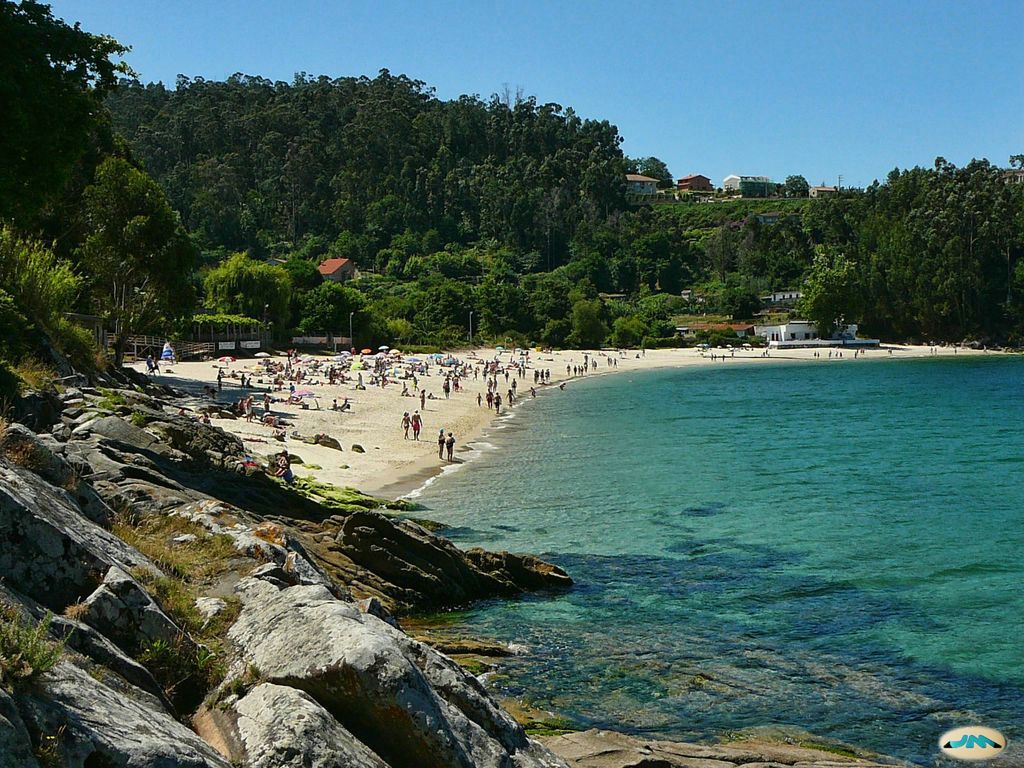
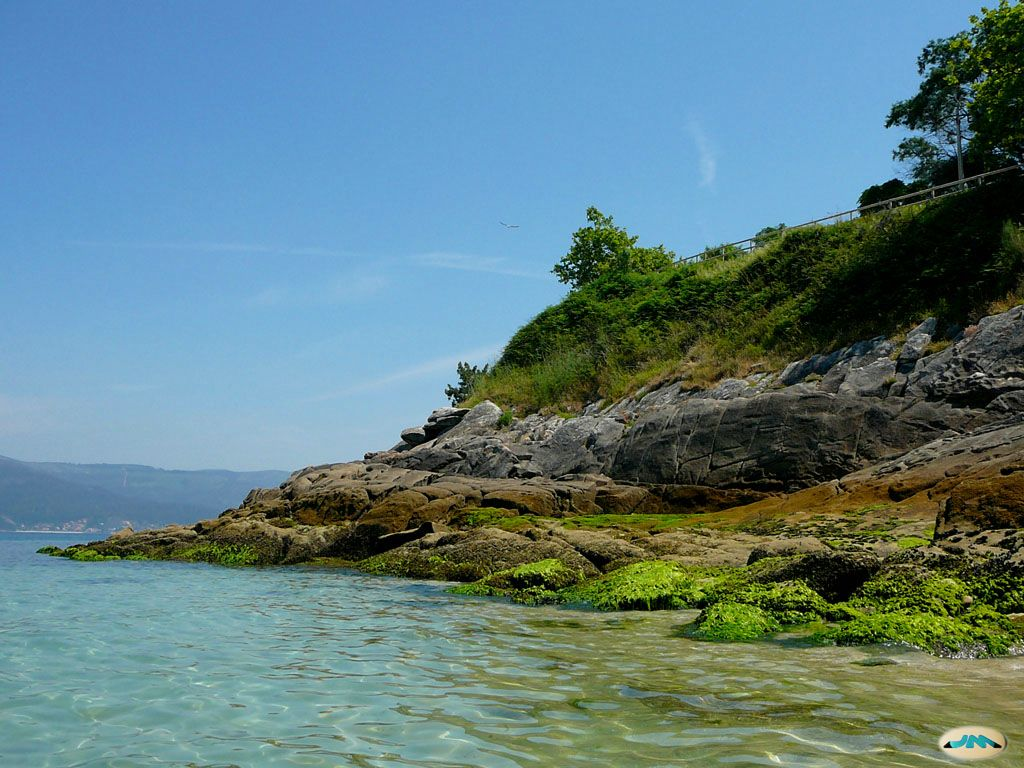
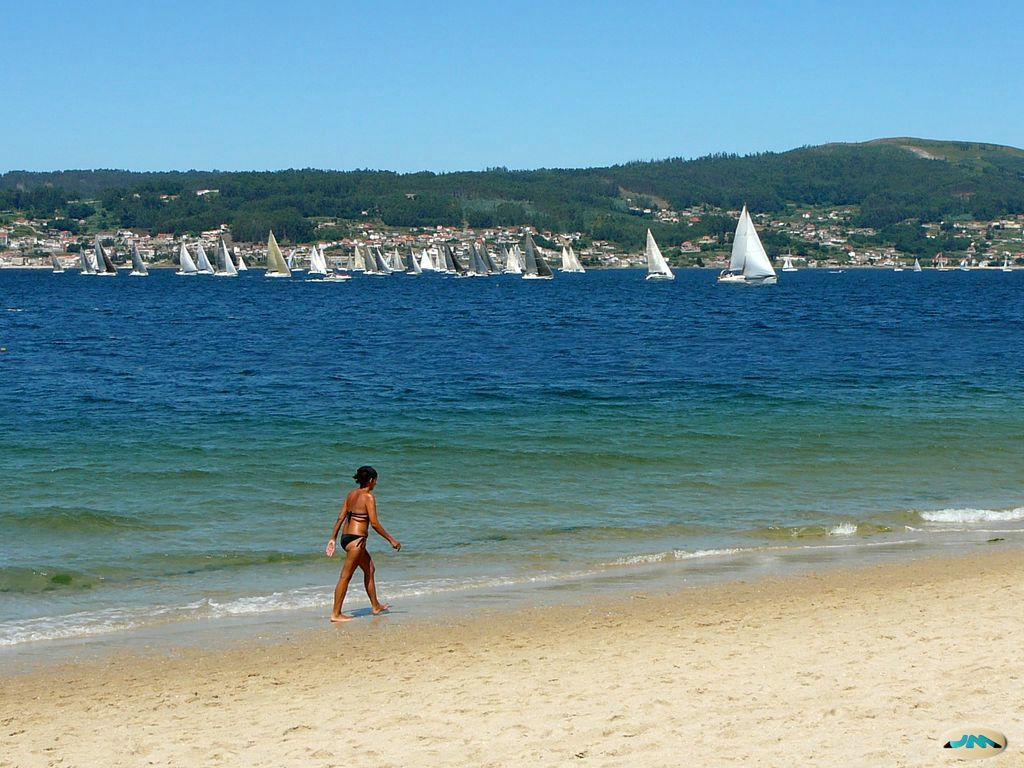
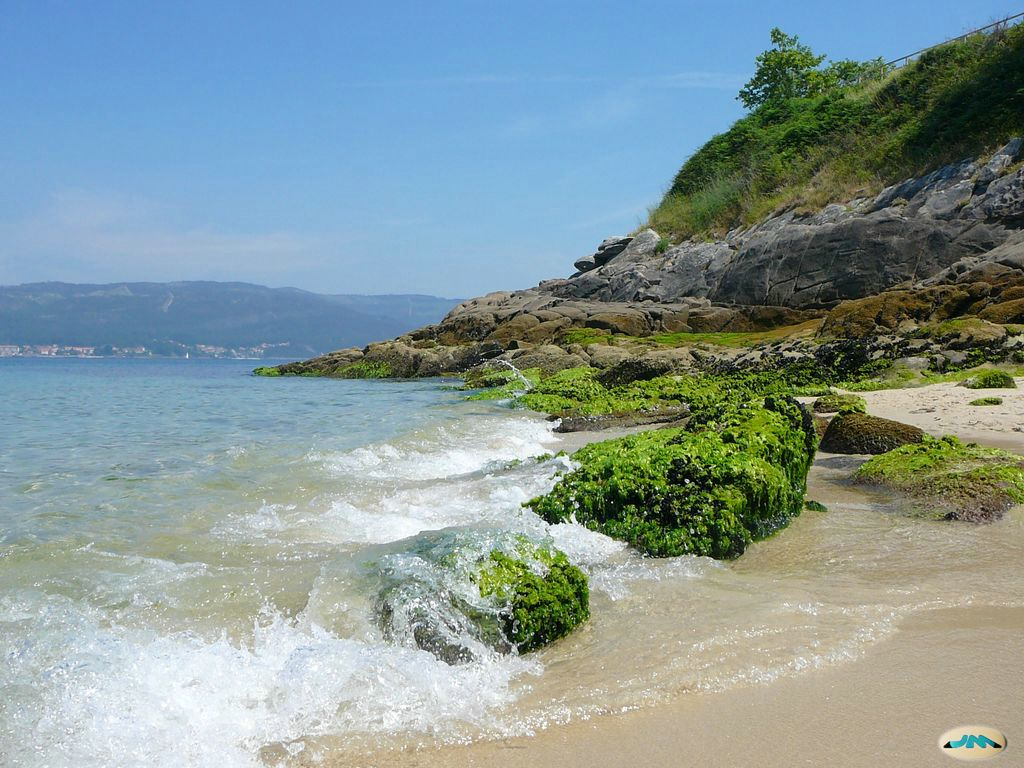
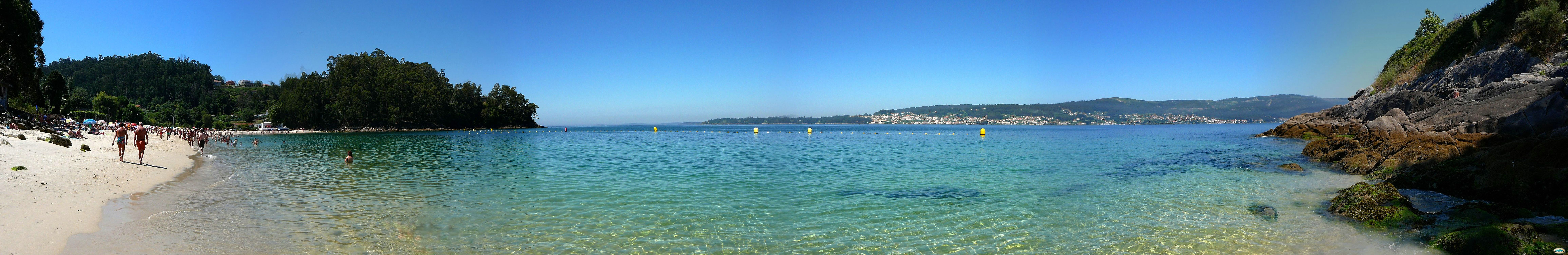

## Voir également

### Autres articles
- Marín
- Ria de Pontevedra
- Rias Baixas
- Plage du Lérez
- Plage de Portocelo
- Plage de Aguete